# Strafmündigkeit

Alter für das Erreichen der Strafmündigkeit nach Staat

Strafmündigkeit beschreibt das Erreichen eines Alters, ab dem einem Menschen vom Gesetzgeber zugetraut wird, die Folgen seiner Handlungen so weit zu überblicken, dass er bewusst anderen schaden kann und daher für diese Handlungen die strafrechtliche Verantwortung übernehmen muss.

## Rechtliche Situation in Deutschland

### Historisch
Gemäß Strafgesetzbuch für den Norddeutschen Bund vom 31. Mai 1870 und Reichsstrafgesetzbuch vom 15. Mai 1871 trat die Strafmündigkeit mit dem vollendeten 12. Lebensjahr ein. Gemäß § 56 war bis zum vollendeten 18. Lebensjahr eine Bestrafung nur bei Feststellung der für die „Strafbarkeit erforderlichen Einsicht“ möglich, bei deren Fehlen konnte der Angeschuldigte seiner Familie überwiesen oder in eine Erziehungs- oder Besserungsanstalt gebracht werden.
Durch das in der Weimarer Republik am 16. Februar 1923 neu erlassene Jugendgerichtsgesetz wurde die Strafmündigkeit in § 2 auf 14 Jahre angehoben. Der § 3 regelte die Relativierung anhand der „verstandesmäßigen Einsichtsfähigkeit“ und erstmals anhand der „geistigen und sittlichen Entwicklung“. Als zweite Schiene wurde schon 1922 das erste Reichsjugendwohlfahrtsgesetz beschlossen, nach dem erziehungsbedürftige Jugendliche (zeitgenössisches Stichwort: „Verwahrlosung“), die nicht strafbar geworden sind, in die Zuständigkeit von Vormundschaftsrichter und Jugendamt fielen, wobei die Umsetzung anfangs sehr zögerlich verlief.
Mit der „ersten Verordnung zum Schutz gegen jugendliche Schwerverbrecher“ im Dritten Reich vom 4. Oktober 1939 wurden Jugendliche ab dem vollendeten 16. Lebensjahr den Erwachsenen gleichgestellt, wenn sie nach ihrer „geistigen und sittlichen Entwicklung einer über achtzehn Jahre alten Person gleichzuachten“ waren und die „bei der Tat gezeigte, besonders verwerfliche verbrecherische Gesinnung oder der Schutz des Volkes eine solche Bestrafung erforderlich“ machte (§ 1 Abs. 2). Gemäß § 20 des Reichsjugendgerichtsgesetzes vom 6. November 1943 wurde in den o. g. Fällen schon ab dem vollendeten 14. Lebensjahr Erwachsenstrafrecht angewandt; außerdem wurde nun Erwachsenenstrafrecht auch in Fällen angewandt, in denen „der Jugendliche zur Zeit der Tat nach seiner sittlichen und geistigen Entwicklung zwar einem Erwachsenen nicht gleichgestellt werden kann, aber die Gesamtwürdigung seiner Persönlichkeit und seiner Tat ergibt, daß er ein charakterlich abartiger Schwerverbrecher ist und der Schutz des Volkes diese Behandlung fordert.“
Gemäß § 3 des Reichsjugendgerichtsgesetzes vom 6. November 1943 galten auch 12- und 13-jährige als schuldfähig, „wenn der Schutz des Volkes wegen der Schwere der Verfehlung eine strafrechtliche Ahndung fordert.“
Die Neufassung des Jugendgerichtsgesetzes vom 23. Mai 1952 hob die Strafmündigkeit in der Deutschen Demokratischen Republik auf 14 Jahre an. Kinder unter 14 Jahren waren in der DDR seitdem strafrechtlich nicht verantwortlich. Das Gesetz verfolgte das Ziel, „die jungen Menschen zu selbständigen und verantwortungsbewußten Bürgern des demokratischen Staates, die ihre Heimat lieben und für den Frieden kämpfen, zu erziehen“, sowie den Schutz der „antifaschistisch-demokratischen Ordnung“. Entsprechend betont das Gesetz, dass gegenüber Jugendlichen besondere Milde walten müsse: „Dabei ist den Erziehungsmaßnahmen der Vorzug vor der Strafe einzuräumen und eine Strafe nur zu verhängen, wenn der Zweck des Gesetzes nicht anders zu erreichen ist.“
Gut ein Jahr später, am 1. Oktober 1953, hob auch die Bundesrepublik die Strafmündigkeit auf die heute noch gültige Grenze von 14 Jahren an.

### Aktuell
Gemäß § 19 StGB sind Kinder vor Vollendung des 14. Lebensjahres schuldunfähig. Der Gesetzgeber geht demnach unwiderlegbar davon aus, dass Kinder vor Vollendung des 14. Lebensjahres nicht in der Lage sind, das Unrecht einer Tat einzusehen und nach dieser Einsicht zu handeln. Dies führt zur Straflosigkeit dieses Personenkreises, jedoch nicht zur Straflosigkeit von „strafmündigen“ Personen, die in mittelbarer oder Mittäterschaft handeln oder Teilnehmer einer solchen Tat sind. So führt z. B. die Anstiftung eines Kindes durch eine Person über 14 Jahre zu einer Bestrafung Letzterer (§ 26 StGB). Das Gesetz über Ordnungswidrigkeiten legt unabhängig vom Strafgesetzbuch die Grenze für die Vorwerfbarkeit von Ordnungswidrigkeiten ebenfalls beim Lebensalter von 14 Jahren fest.
Personen, die zur Tatzeit jünger als 14 Jahre sind (also „Kinder“ im Sinne des Gesetzes), können somit nicht bestraft werden. Das Familiengericht kann jedoch außerhalb des Strafverfahrens bestimmte Maßnahmen anordnen.
Nach allgemeiner Meinung stellt die Strafunmündigkeit ein Prozesshindernis dar, welches in jeder Lage des Verfahrens zu berücksichtigen ist. Wird dennoch ein Ermittlungsverfahren gegen ein Kind eingeleitet, so hat die Staatsanwaltschaft es nach § 170 Abs. 2 StPO einzustellen.
Unbeschadet dessen können jedoch zivilrechtliche Ansprüche gegen das Kind und eventuell gegen die Aufsichtspflichtigen (z. B. Haftung für Aufsichtspflichtverletzung) geltend gemacht werden, da die Deliktsfähigkeit nach anderen Kriterien zu beurteilen ist als die Strafmündigkeit.
Jugendliche (also Personen ab Vollendung des 14. – also mindestens 14 Jahre alt – bis zur Vollendung des 18. Lebensjahres – also bis zum Alter von 17 Jahren, § 1 Abs. 2 Jugendgerichtsgesetz – JGG) sind gemäß § 3 JGG individuell strafrechtlich verantwortlich, wenn sie zur Zeit der Tat nach ihrer sittlichen und geistigen Entwicklung reif genug sind, das Unrecht der Tat einzusehen und nach dieser Einsicht zu handeln.

### Rechtspolitik
Nach der mutmaßlichen Gruppenvergewaltigung in Mülheim an der Ruhr sprach sich die zuständige Ministerin Christine Lambrecht im Juli 2019 gegen eine Senkung des Strafmündigkeitsalters unter 14 Jahre aus. Eine gleichartige Debatte ergab sich im März 2023 anlässlich der Tötung einer 12-jährigen Schülerin durch strafunmündige Klassenkameradinnen in Freudenberg. Bis heute (Januar 2024) fand diese Debatte unter Berücksichtigung der UN-Empfehlungen keinen Abschluss.

## Rechtliche Situation in Österreich
Aus § 74 StGB ergibt sich, dass unmündig ist, wer das 14. Lebensjahr und minderjährig, wer das 18. Lebensjahr noch nicht vollendet hat.
War der Täter zur Zeit der Tat zwar 14, aber noch nicht 18 Jahre alt (Jugendlicher), so wird ihm die Tat nicht zugerechnet, wenn er aus besonderen Gründen noch nicht reif genug war, das Unerlaubte der Tat einzusehen oder dieser Einsicht gemäß zu handeln. Die Höchststrafe beträgt gemäß § 5 Nr. 2 Jugendgerichtsgesetz 1988 zehn Jahre, ab dem vollendeten 16. Lebensjahr fünfzehn Jahre.
Das Verwaltungsstrafgesetz (VStG) bestimmt in § 4, dass nicht strafbar ist, wer zur Zeit der Tat das 14. Lebensjahr noch nicht vollendet hat. Im § 58 VStG (Sonderbestimmungen für Jugendliche) findet sich im Abs. 2 überdies die Regelung, dass über Jugendliche, die zur Tatzeit das 16. Lebensjahr noch nicht vollendet haben, eine Freiheitsstrafe für eine Verwaltungsübertretung nicht verhängt werden darf. Über andere Jugendliche darf für eine Verwaltungsübertretung eine Freiheitsstrafe bis zu zwei Wochen verhängt werden, wenn dies aus besonderen Gründen geboten ist; der Vollzug einer Ersatzfreiheitsstrafe, die gleichfalls zwei Wochen nicht übersteigen darf, wird hierdurch nicht berührt.

## Rechtliche Situation in der Schweiz
In der Schweiz unterliegen alle minderjährigen Personen ab dem vollendeten 10. Lebensjahr dem Jugendstrafrecht (Art. 3 Abs. 1 Jugendstrafgesetz). Kinder bis zum 10. Geburtstag sind somit noch nicht strafmündig. 
Bis 31. Dezember 2006 galten Kinder ab dem 7. Geburtstag als strafmündig.

## Rechtliche Situation in anderen Ländern
Eine Zusammenstellung der rechtlichen Situation in den Ländern der Europäischen Union (ohne Deutschland) und in Kanada wurde 2019 von den Wissenschaftlichen Diensten des Deutschen Bundestages herausgegeben.

### Besonderheiten in ausgewählten Ländern

#### Iran
In der Islamischen Republik Iran sind Mädchen ab dem 9. vollendeten Lebensjahr, Jungen ab 15 Jahren strafmündig.

#### Namibia
In Namibia beginnt die Strafmündigkeit rechtlich mit 7 Jahren. Es wird jedoch im Allgemeinen davon ausgegangen, dass ein Kind zwischen 7 und 14 Jahren nicht zwischen richtig und falsch unterscheiden kann. Die Anklage hat deshalb zu beweisen, dass ein Kind unter 14 Jahren dazwischen entscheiden konnte.

#### Russland
In Russland sind Jugendliche ab 14 Jahren strafmündig. Die Höchststrafe für Jugendliche unter 18 Jahren beträgt zehn Jahre.

#### Vereinigtes Königreich
In England, Wales und Nordirland gelten Kinder ab dem vollendeten 10. Lebensjahr als strafmündig. Bis 1998 galt jedoch für 10- bis 14-Jährige eine widerlegbare Vermutung der fehlenden Strafmündigkeit (Doli incapax). In Schottland gelten Kinder ab dem vollendeten 12. Lebensjahr als strafmündig.

#### Vereinigte Staaten
In den Vereinigten Staaten unterscheiden sich die Regelungen über den Beginn der Strafmündigkeit von Bundesstaat zu Bundesstaat. Nur 15 Staaten haben Gesetze verabschiedet, in denen der Beginn der Strafmündigkeit explizit festgelegt wird (je nach Bundesstaat zwischen der Vollendung des 6. bis zur Vollendung des 12. Lebensjahres). In den übrigen Staaten gibt es keine entsprechenden Gesetze; stattdessen wird dort das Common Law zugrunde gelegt, das davon ausgeht, dass bei Kindern zwischen 7 und 14 Jahren Verantwortungsfähigkeit zwar noch nicht vorausgesetzt werden kann, dass sie aber dennoch zur Verantwortung gezogen werden dürfen. Das Alter der Strafmündigkeit auf Bundesebene ist das 10. Lebensjahr.

## UN-Empfehlungen
2007 konstatierte der UN-Ausschuss für die Rechte des Kindes, das für die Überwachung der Einhaltung der Bestimmungen der UN-Kinderrechtskonvention zuständige UN-Vertragsorgan, dass das Strafmündigkeitsalter je nach Staat im Bereich zwischen 7 oder 8 Jahren bis hin zu einem höheren Alter von 16 oder 18 Jahren verschieden definiert war und empfahl den Staaten auf Basis der am 29. November 1985 vereinbarten „Beijing-Regeln“, als Mindestalter für die Strafmündigkeit eine nicht unter dem vollendeten 12. Lebensjahr liegende Altersgrenze festzulegen. Eine niedrigere Altersgrenze ist nach Auffassung des Ausschusses international nicht annehmbar, und die Staaten sollten darüber hinaus ermuntert werden, eine Altersgrenze, die höher als 12 Jahre ist, festzulegen. 2019 aktualisierte der Ausschuss seine Empfehlung, die unter Beachtung aktueller wissenschaftlicher Erkenntnisse nun lautet, eine Altersgrenze von mindestens 14 Jahren festzulegen.